# Hisham Ibn Al-Kalbi
Hisham Ibn Al-Kalbi (arabiska:هشام بن محمد بن السائب الكلبي), född 737 i Kufa, död 819 i samma stad, var en arabisk historiker.